# Trittau
Trittau là một đô thị ở Schleswig-Holstein, Đức, cự ly 30 km về phía đông của Hamburg. Đây là trung tâm hành chính và kinh tế của Amt Trittau, thuộc huyện Stormarn. Đô thị này gồm các làng Grönwohld, Lütjensee, Großensee, Rausdorf và Grande.
Trittau nằm gần rừng Hahnheidet. Các sông gần đó là sông Aue và sông Bille.